# Ainārs Kovals
Ainārs Kovals, född den 21 november 1981 i Riga, Lettiska SSR, Sovjetunionen är en lettländsk friidrottare som tävlar i spjutkastning.
Kovals första mästerskap som senior var VM 2005 i Helsingfors där han slutade på sjunde plats. Samma år deltog han även vid Universiaden där han vann guld. Han deltog vid EM 2006 och slutade på femte plats. En missräkning blev VM 2007 i Osaka där han inte lyckades ta sig vidare till finalen. 
Kovals deltog vid Olympiska sommarspelen 2008 i Peking där han kastade 86,64 meter, ett nytt personligt rekord. Kastet i sista omgången innebar att han gick från sjätte till andra plats.